# Swissmem
Swissmem est l’association de l’industrie suisse des machines, des équipements électriques et des métaux (industrie MEM) ainsi que des branches technologiques apparentées. Elle défend les intérêts de l’industrie MEM dans les milieux économiques, en politique et dans le public et promeut la compétitivité de ses quelque 1 250 entreprises membres au moyen de services axés sur les besoins. Il s’agit de formations initiales et de formations continues pour les collaborateurs de la branche, de conseils, de réseaux ainsi que d’une caisse de compensation.
Martin Hirzel est le président de Swissmem depuis 2021. Le directeur est depuis 2019 Stefan Brupbacher.
Swissmem a son siège à Zurich.

## Histoire
L’histoire de Swissmem débute en 1883 avec la fondation de la Société suisse des constructeurs de machines (VSM =Verein Schweizerischer Maschinen-Industrieller ). Le but de l’association était : « Défendre et encourager les intérêts généraux de l’industrie suisse des machines ». C’est ainsi qu’en 1905, les employeurs de l’industrie des machines ont fondé l’Association patronale suisse de l’industrie des machines (ASM) à partir des rangs de la VSM. Sa tâche consistait à défendre les intérêts des patrons au niveau de la politique sociale. Depuis 1999, ces associations se présentent sous le nom commun de Swissmem,.
En septembre 2006, les membres de l’ASM et du VSM ont approuvé une fusion plus profonde. Au début de 2007, le VSM est renommé Swissmem et reprend toutes les activités de l’ASM, à l’exception de celles en rapport avec la convention collective de travail (CCT) de la branche. L’ASM reste une organisation indépendante du point de vue juridique et est partenaire contractuel dans la convention collective de travail de l’industrie MEM suisse. La CCT de l’industrie MEM est traditionnellement précurseur pour de nombreuses CCT de Suisse et a depuis « l’accord de paix » conclu en 1937 évolué au niveau actuel élevé.

## Membres
Plus de 1 250 entreprises sont membres de Swissmem.  ABB, Bucher, Bühler, Geberit, Georg Fischer, Pilatus, Rieter, Schindler, Siemens, Stadler et beaucoup d’autres en font partie.  85% de tous les membres de Swissmem sont de petites ou moyennes entreprises (PME).
Avec ses quelque 320 000 employés, dont plus de 15 000 apprentis, l’industrie MEM fait partie des plus grands employeurs de Suisse. L’industrie MEM génère un chiffre d’affaires annuel de 79,9 milliards de francs suisses (2020). Ce qui correspond à environ 7% (2020) du produit intérieur brut. L’industrie MEM occupe ainsi une position clé dans l’économie suisse. Avec des exportations d’une valeur de 60,7 milliards de francs suisses (2020), la branche est responsable de presque un tiers des exportations de biens.

## Prestations de services

### Défense des intérêts
Swissmem est la voix de l’industrie MEM suisse dans les milieux économique, politique et dans le public et s’engage activement pour les intérêts de la branche. L’association s’engage pour des conditions-cadres adéquates en politique économique, ainsi que pour un marché du travail libéralisé et un partenariat social constructif.

### Formation
De la formation de base à la formation de management en passant par des séminaires d’impulsion, Swissmem propose des offres de formation axées sur la pratique aux niveaux les plus divers. Swissmem Formation professionnelle est le centre de compétence pour les formations initiales professionnelles dans les métiers de constructeur/trice d’appareils industriels, automaticien/ne, monteur/teuse automaticien/ne, dessinateur/trice-constructeur/trice industriel/le, électronicien/ne, polymécanicien/ne, mécanicien/ne de production et praticien/ne en mécanique. Le centre de compétences soutient les entreprises par diverses offres pour la formation des apprentis et des professionnels. L’association a son propre centre de formation avec la Swissmem Academy. L’offre comprend des cours, des séminaires et des formations internes. Elle est en principe ouverte à tous. Les collaborateurs des entreprises membres de Swissmem bénéficient de conditions particulières.

### Conseil
L’association propose également à ses membres des conseils professionnels en matière de droit du travail, de droit économique et des contrats, de droit de l’environnement, de l’efficience énergétique ainsi que du transfert de savoir et de technologies.

### Réseaux
Les membres de Swissmem font partie d’un large réseau de la branche. Les sous-branches au sein de l’industrie MEM s’unissent en 28 secteurs industriels. Chaque secteur industriel s’organise lui-même et fonctionne largement de façon autonome au sein de Swissmem. L’échange d’expériences et la mise en réseau est l’une des priorités des secteurs industriels. Ils rassemblent également des chiffres-clés et données relatifs au marché. Les activités de marketing sont aussi importantes et de nombreux secteurs industriels sont également membres d’associations faîtières européennes ou globales.
Les secteurs industriels :
- Technique d’entraînement
- Assembly and factory automation
- Fabrication additive
- Automotive
- Mesure dimensionnelle
- Technique des fluides
- Machines pour les arts graphiques
- Intralogistique, technique de l’emballage et de manutention
- Compresseurs, technique de l’air comprimé et du vide
- Machines pour plastiques
- New Energy Systems
- Photonics
- Outils de précision
- Technique des pompes
- Technique spatiale
- Matériel de soudage et de coupage
- Swiss Additive Manufacturing Group
- Swiss Airport Suppliers
- SWISS ASD
- Machines textiles
- Transmission et distribution
- Technique environnementale
- Machines à combustion
- Équipement pour le génie chimique
- Outillage de presse et moules
- Machines-outils suisses
- FIMS

Swissmem organise chaque année la Journée de l’industrie. Plus de 1 000 décideurs de l’industrie, de l’économie et de la politique y échangent leurs opinions sur des sujets d’actualité et profitent de l’occasion pour entretenir leurs réseaux.

### Partenariat social
En 1937, l’ASM a conclu avec les syndicats la première convention collective de travail dans l’industrie MEM suisse. Depuis, elle constitue l’élément centrale du partenariat social  et est renégociée tous les cinq ans. La CCT actuelle est en vigueur depuis 2018. Du côté des employés, les partenaires contractuels sont les organisations Employés Suisse, Société suisse des employés de commerce, ASC, Syna et Unia.